# Miliusa prolifica
Miliusa prolifica là loài thực vật có hoa thuộc họ Na. Loài này được (Chun & F.C. How) P.T. Li mô tả khoa học đầu tiên năm 1993.